# Zavadivka, Teplîk
Zavadivka (în ucraineană Завадівка) este o comună în raionul Teplîk, regiunea Vinnița, Ucraina, formată numai din satul de reședință.

## Demografie
Componența lingvistică a satului Zavadivka
     Ucraineană (99%)
     Alte limbi (0,86%)
Conform recensământului din 2001, majoritatea populației satului Zavadivka era vorbitoare de ucraineană (99%), existând în minoritate și vorbitori de alte limbi.